# Йованович, Саша
Саша Йованович (серб. Саша Јовановић, 30 августа 1993 года, Белград) — сербский футболист, полузащитник клуба «Вольфсберг».

## Биография
Заниматься футболом начал в школе белградского «Партизана». В 2010 году перешёл во вторую команду клуба «Телеоптик». Спустя год подписал контракт с «Радом», но сразу же был отправлен в аренду в клуб третьего дивизиона «Палич».
За «Рад» дебютировал в первом туре сезона 2012/13. Затем был отправлен в аренду в БАСК. Вернулся в состав Рада во время зимнего перерыва в чемпионате.
В январе 2014 года перешёл в «Вождовац». За год, проведённый в клубе, сыграл лишь в трёх матчах чемпионата и в январе 2015 года ушёл в команду второго дивизиона «Бежанию».
Перед стартом сезона 2015/16 подписал контракт с «Чукаричками». За команду выступал до 2018 года, провёл 62 матча, забил 4 мяча.
25 января 2018 года было объявлено о переходе на правах аренды в «Динамо» Санкт-Петербург, но спустя неделю Йованович подписал контракт с «Вольфсбергом».